# STS-82
是历史上第81次航天飞机任务，也是發現號太空梭的第22次太空飞行。

## 任务成员
- 肯内斯·鲍威索克斯（Kenneth D. Bowersox，曾执行、以及任务），指令长
- 斯科特·赫罗威兹（Scott J. Horowitz，曾执行、以及任务），飞行员
- 马克·李（Mark C. Lee，曾执行、以及任务），任务专家
- 斯蒂芬·霍利（Steven Hawley，曾执行、以及任务），任务专家
- 格里高利·哈巴（Gregory J. Harbaugh，曾执行、以及任务），任务专家
- 斯蒂文·史密斯（Steven Smith，曾执行、以及任务），任务专家
- 约瑟夫·坦纳（Joseph R. Tanner，曾执行、以及任务），任务专家